# Каттінг Болл
«Різник» Болл - горезвісний злочинець єлизаветинської епохи. Його ім’я походить від слова «гаманець», злодій.
Томас Неш згадує написану про нього баладу, яка не збереглася до наших днів. Його сестра Ем (або Емма) була повією, «вибачте обірваною королевою», яка, за різними даними, була коханкою клоуна Річарда Тарлтона, а пізніше - письменника Роберта Гріна і доглядала за обома на смертному одрі. Кажуть, що вона мала сина Фортуната (пом. 1593) від Гріна. Грін, який багато писав про лондонський злочинний світ, одного разу найняв Болла охоронцем. Болла повісили в Тайберні. На його честь названо експериментальний театр "Cutting Ball" в Сан-Франциско. 